# Quand le masque tombe
Singles de Johnny Hallyday
Ne m'oublie pas
(1995) Rester libre
(1996)
Clip vidéo
[vidéo] « Quand le masque tombe », sur YouTube
Quand le masque tombe est une chanson de Johnny Hallyday issue de son album de 1995 Lorada.
En novembre 1995, environ cinq mois après la sortie de l'album, la chanson est parue en single et a atteint la 22e place du Top 50.

## Développement et composition
La chanson a été écrite par Erick Benzi. L'enregistrement a été produit par Jean-Jacques Goldman et Erick Benzi.

## Liste des pistes
Single CD (1995, Philips 852 380-2)
1. Quand le masque tombe (4:05)
2. Ami (3:40)[1]

## Classements
| Classement (1995) | Meilleure position |
| ----------------- | ------------------ |
| France (SNEP)     | 22                 |